# أوكزالايا

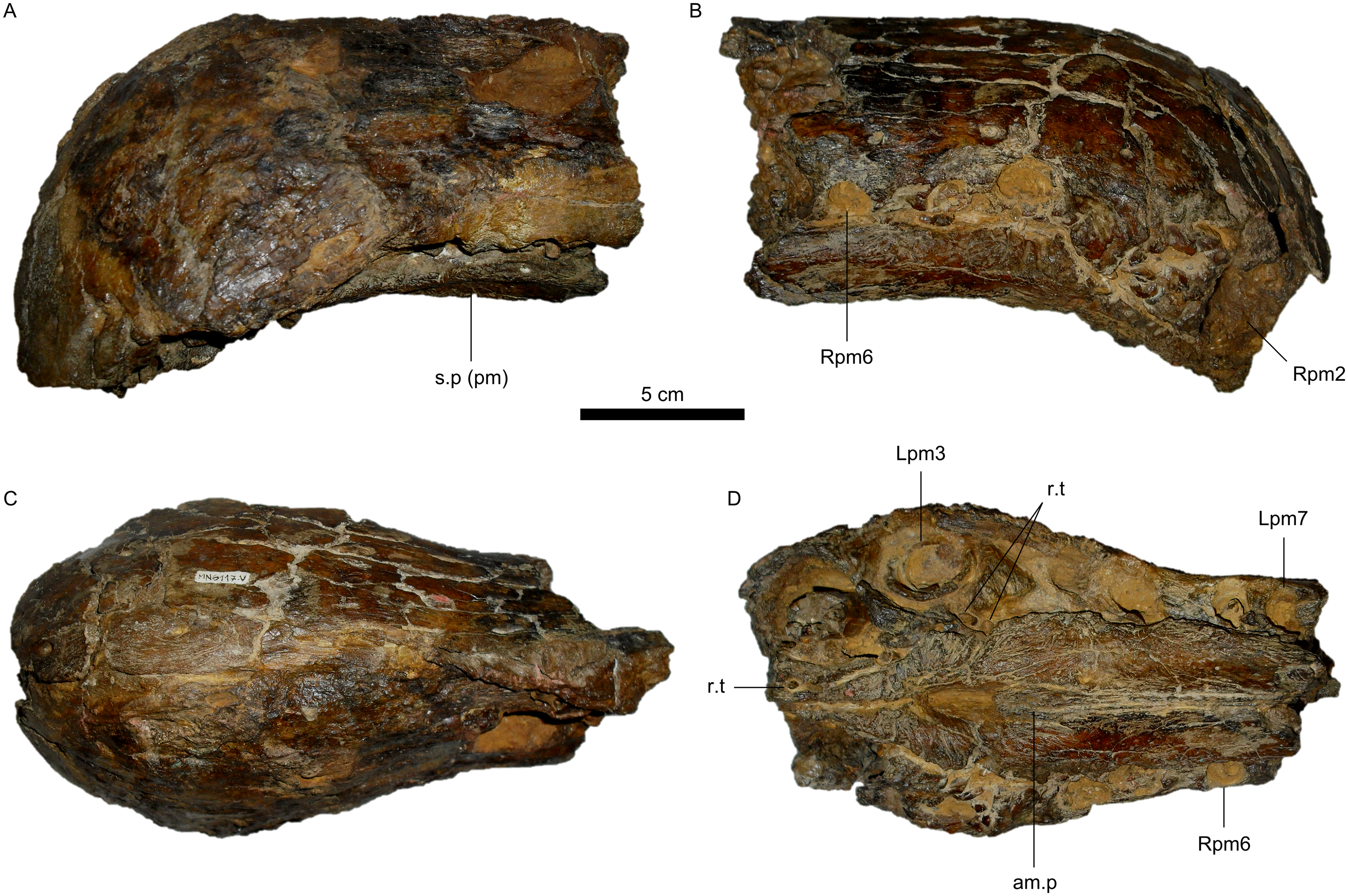

أوكزالايا (بالإنجليزية: Oxalaia) هو جنس من الديناصورات الثيروبودا اللاحمة من فصيلة السبينوصوريات عاش في العصر الطباشيري المتأخر، يمكن اعتبار هذا الجنس نسخة سبينوصور من أمريكا الجنوبية وغالبا هذين النوعين توجد بينهما صلة قرابة كبيرة وتم اكتشاف هذا النوع في البرازيل.
